# Poór Klára
Poór Klára (gyakran Poór Klári) (1941 –) magyar televíziós-rádiós műsorvezető, szerkesztő-riporter. Poór Péter Máté Péter-díjas énekes nővére.

## Élete
A Marx Károly Közgazdaságtudományi Egyetemen végzett, külkereskedelmi szakon. 1962-ben jelentkezett a Magyar Televízióhoz tévébemondónak. 1963 februárjában jelent meg először a képernyőn. 1968–69-ben vezette a Táncdalfesztivál című tehetségkutató műsort. Később szerkesztő-riporterként dolgozott, ipari, kereskedelmi műsorokban, valamint helyszíni közvetítésekben. 1970. október 17-én indult A Hét című politikai hírműsor, melynek egyik szerkesztő-riportereként tevékenykedett.

## Magánélete
Első férje Szombathy Gyula színész volt.
1996-ban úgy döntött, hogy visszavonul a tévézéstől. Azóta hobbijának, a lovaglásnak hódol.

## Kitüntetései
- Szocialista Kultúráért
- Kiváló Munkáért díj

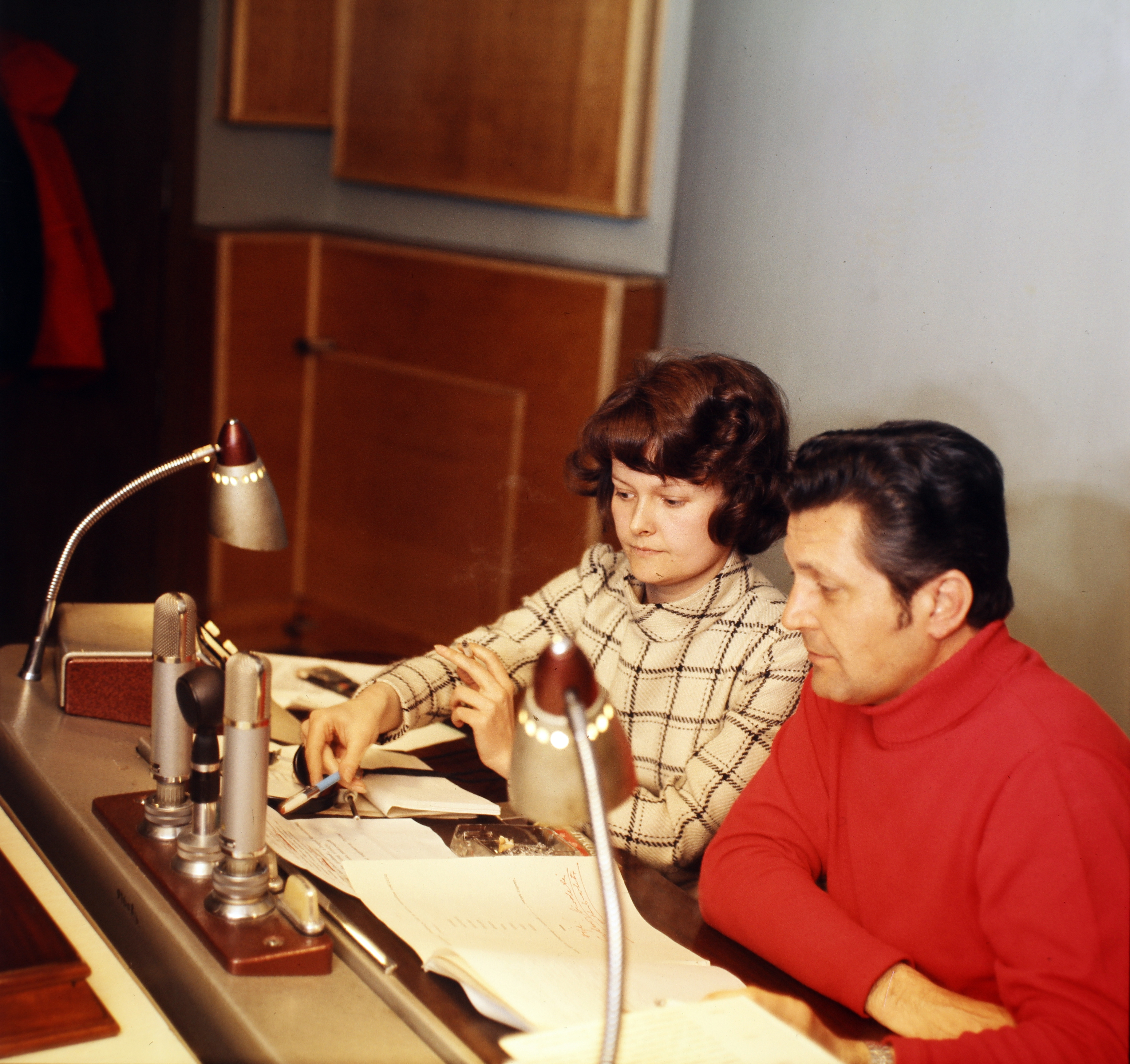
A Magyar Rádió stúdiójában 1975-ben, Fikár László szerkesztő riporterrel

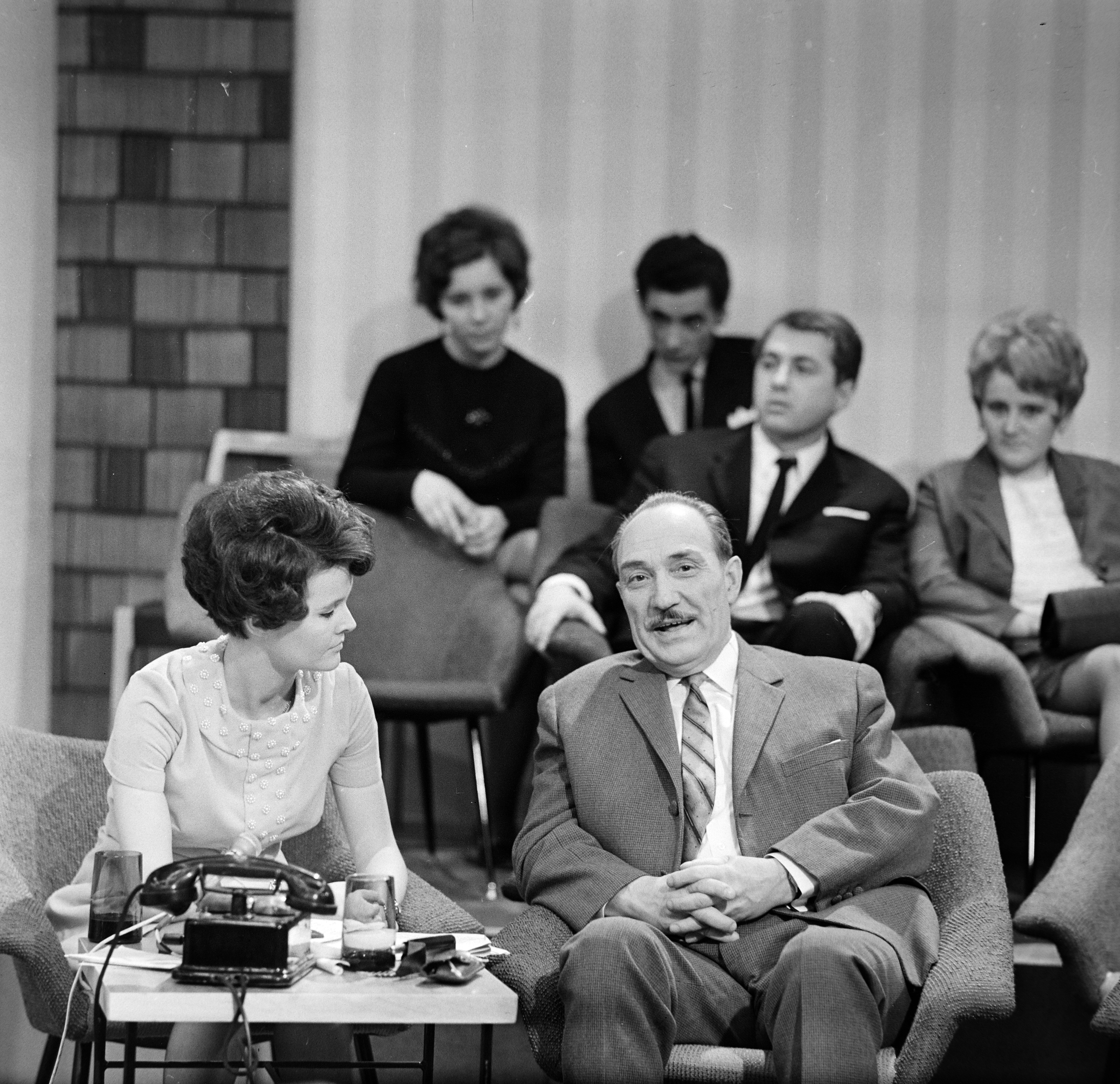
A Magyar Televízióban 1969-ben, Fenyvessy Balázs színművésszel a Családi félkör című szórakoztató műsor felvételén

- Szocialista Televíziózásért Emlékérem